# Hans Flesch
Hans (właśc. Johannes Georg Julius Jakob) Flesch (ur. 18 grudnia 1896 we Frankfurcie nad Menem, zm. 1945, uznany za zm. 31 grudnia 1945) – niemiecki pionier radiowy.

## Życiorys
Jego ojcem był prawnik i radny, Karl Ferdinand Moritz Flesch (1853-1915), a matką Ida Lina Augusta Ebeling (1856-1934). Ukończył studia medyczne. Od 1923 do 1929 był dyrektorem artystycznym rozgłośni Südwestdeutschen Rundfunkdienst AG we Frankfurcie nad Menem. Stanowisko to objął mając 27 lat. Był autorem i reżyserem pierwszego niemieckiego słuchowiska radiowego Zauberei auf dem Sender, wyemitowanego 24 października 1924. Od 1929 do 1932 pozostawał dyrektorem berlińskiej rozgłośni radiowej "Funkstunde".  W 1933 osadzono go w obozie koncentracyjnym w Sachsenhausen (na wystawie prezentowane są pamiątki po nim). W 1945 był ordynatorem niemieckiego szpitala wojskowego w Krośnie Odrzańskim, skąd w nocy z 5 na 6 lutego 1945 napisał ostatni list do rodziny. Potem słuch o nim zaginął.

## Rodzina
Jego żoną była Gabriele Rottenberg (ur. 1898).